# 가죽 공예
가죽 공예(--工藝, leather crafting)는 피혁으로 공예품이나 예술 작품을 만드는 관행으로, 성형 기술, 채색 기술 또는 이 두 가지를 모두 사용한다.

## 기법

### 염색

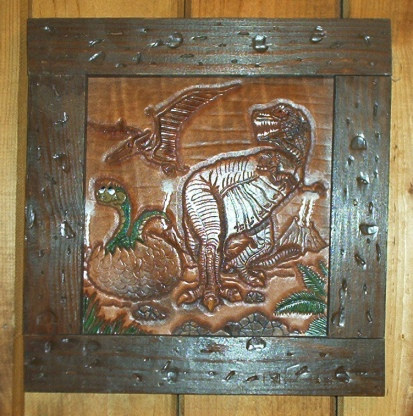
염색된 가죽 카빙

용매 또는 물에 의해 운반된 안료를 가죽의 기공에 적용하는 것이다. 균일한 채색을 위해 또는 특정 영역을 강조하기 위해 도구 사용 가죽 또는 도구 미사용 가죽에 적용할 수 있다. 예를 들어, 도구 사용 조각에 적용하면 배경 영역에 안료가 고여 대비와 깊이감을 줄 수 있다.
오일, 알코올, 물 기반의 가죽 염료를 사용할 수 있다. 물 기반 염료는 침투력이 좋지 않아 잘 작동하지 않는 경향이 있다.

### 그림 그리기
가죽 그림 그리기는 가죽 염색과 다른데, 도료는 표면에만 남는 반면 염료는 가죽에 흡수되기 때문이다. 이러한 차이 때문에 가죽 그림 기법은 휘거나 마찰을 받는 물건, 예를 들어 벨트나 지갑에는 일반적으로 사용되지 않는다. 이러한 조건에서는 페인트가 갈라지거나 벗겨질 수 있기 때문이다. 그러나 라텍스 페인트는 이러한 유연한 가죽 품목에 칠하는 데 사용할 수 있다. 대부분의 경우, 딱딱한 판으로 지지되는 평평한 가죽 조각이 이상적이며 흔하지만, 칠한 표면이 고정되어 있는 한 3차원 형태도 가능하다.
아크릴 물감은 흔한 매체로, 종종 도구 사용 가죽 그림에 나무나 판지로 지지하고 액자에 넣어 칠한다. 사진과 달리 가죽 그림은 곰팡이를 방지하기 위해 유리 커버 없이 전시된다.

### 카빙
가죽 카빙, 또는 "툴링"은 금속 도구를 사용하여 적신 피혁을 눌러 입체적인 효과를 주는 것을 의미한다. 필리그리에서처럼 가죽 표면을 절단하는 것은 의도되지 않는다.
가죽 카빙에 사용되는 주요 도구는 다음과 같다. 스위블 나이프, 베이너, 베벨러, 페어 셰이더, 시더, 다양한 조각 도구, 배경 도구이다. 스위블 나이프는 한 손가락으로 등자 모양의 윗부분을 아래로 누르고 가죽 위로 움직여 패턴을 스케치하는 데 사용된다. 다른 도구는 나무, 나일론, 금속 또는 생가죽 메로 치는 가죽 펀치 유형의 도구이다. 목표는 스위블 나이프로 만든 절단선과 절단선 주변 영역에 더 많은 정의, 질감 및 깊이감을 추가하는 것이다.
미국과 멕시코에서는 "셰리든 스타일"로 알려진 서양식 플로럴 스타일의 가죽 카빙이 지배적이다. 일반적으로 이러한 스타일은 아칸투스나 장미를 양식화한 그림이지만, 점점 더 현대적인 가죽 예술가들이 재료의 잠재력을 재정의하고 확장하고 있다. 미국에서 가장 저명한 카버는 단연 앨 스톨먼이었다. 그의 패턴과 방법은 많은 취미가, 스카우트 단체, 재현가, 장인들에게 받아들여졌다.

### 스탬핑 및 엠보싱

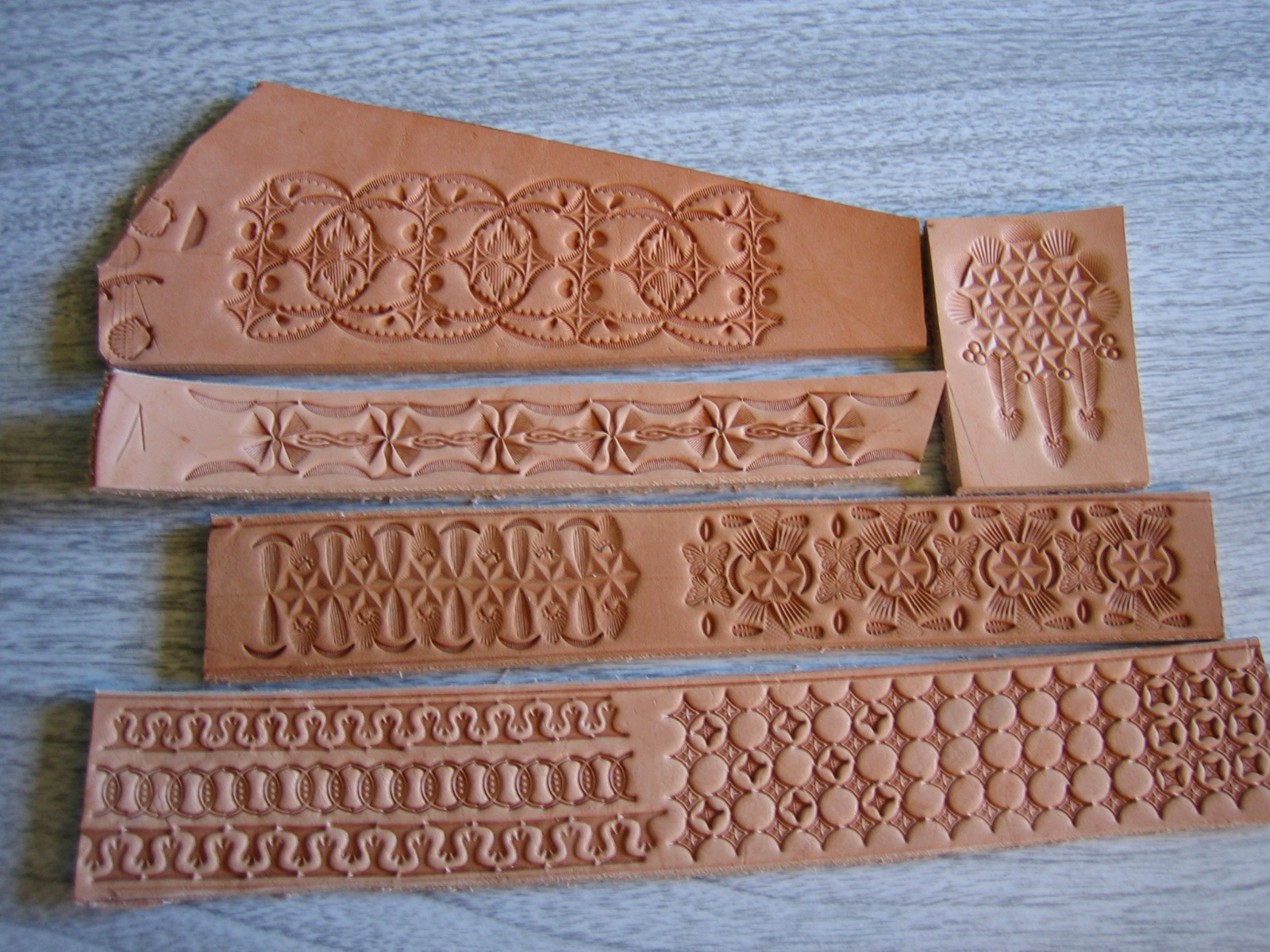
가죽에 기하학적 스탬핑의 예시.

가죽 스탬핑은 모양 도구(스탬프)를 사용하여 피혁 표면에 각인을 만드는 것을 포함한다. 이것은 예술적 표현의 한 형태이며 가죽 공예계의 많은 사람들이 이를 예술 형식으로 간주한다. 스탬핑은 일반적으로 특별히 디자인된 가죽 스탬프를 메로 쳐서 수행된다.
상용 스탬프는 다양한 디자인, 일반적으로 기하학적 또는 동물을 나타내는 디자인으로 제공된다. 대부분의 스탬핑은 숙성된 식물성 무두질 가죽에 수행된다. 이것은 물로 가죽을 적셔 표면 섬유에 흡수되도록 하는 작업이다. 물은 가죽을 더 부드럽게 만들고 디자인이 눌리거나 스탬핑될 때 압축될 수 있도록 한다. 가죽이 스탬핑된 후 디자인은 가죽이 마르면서 가죽에 남지만, 가죽이 젖고 구부러지면 희미해질 수 있다. 인상을 더 오래 유지하려면 오일과 지방으로 가죽을 컨디셔닝하여 방수 처리하고 섬유가 변형되는 것을 방지한다.
엠보싱에서는 손으로 잡는 도구 또는 맞춤 금속 다이를 사용하여 적신 가죽의 일부를 돋아낸다. 다이는 스탬프 역할을 하는 두 부분으로 구성된다. 가죽은 다이 부분 사이에서 눌려지고 가열될 때 압력과 열의 조합으로 모양이 잡힌다.

### 성형/형태 잡기
가죽 성형 또는 형태 잡기는 가죽 조각을 물에 담가 유연성을 크게 높인 다음 손으로 또는 물체나 심지어 금형을 사용하여 모양을 잡는 것으로 구성된다. 가죽이 마르면서 굳어지고 모양을 유지한다. 카빙과 스탬핑은 성형 전후에 수행할 수 있다. 성형은 판타지, 고스/스팀펑크 문화 및 코스프레와 관련된 공예를 하는 취미가뿐만 아니라 가방 및 가정 용품의 더 고전적인 스타일에 관심이 있는 사람들 사이에서 인기를 얻었다.
잘 알려진 가죽 성형 조각 두 점은 에드워드 흑태자의 장례 업적의 일부인 문장 장식과 방패이다.

### 레이저 절단/에칭
이산화탄소 레이저는 가죽을 매우 매끄럽게 절단하며, 저출력에서 레이저 커터는 가죽에 상세한 디자인을 원하는 깊이로 에칭할 수 있지만, 식물성 무두질 툴링 가죽에서는 약간의 변색과 경화가 발생한다.

### 천공
천공 – 시트 및 기타 재료에 규칙적인 모양의 구멍을 대량으로 규칙적으로 배열하는 데 사용되는 프리킹 아이언 또는 끌로 펀치한 결과. 두 장의 가죽을 연결하거나 장식하는 데 사용되는 장식 기법이다.

### 파이로그래피
가죽에 파이로그래피(purogravure)는 뜨거운 바늘을 사용하여 가죽에 그림을 그리는 예술이다. 열의 영향으로 가죽은 더 어두운 색조를 띠고 나중에 완전한 그림이 된다.